# Alfred Wymann
Alfred Wymann (* 18. November 1922 in Busswil bei Büren; heimatberechtigt in Basel und Sumiswald; † 26. August 2011) war ein Schweizer Bildhauer.

## Werk
Alfred Wymann war ein Schüler von Germaine Richier. Er schuf Skulpturen im öffentlichen Raum von Basel. Seine Werke gingen oft aus Wettbewerben des Kunstkredits Basel-Stadt hervor.

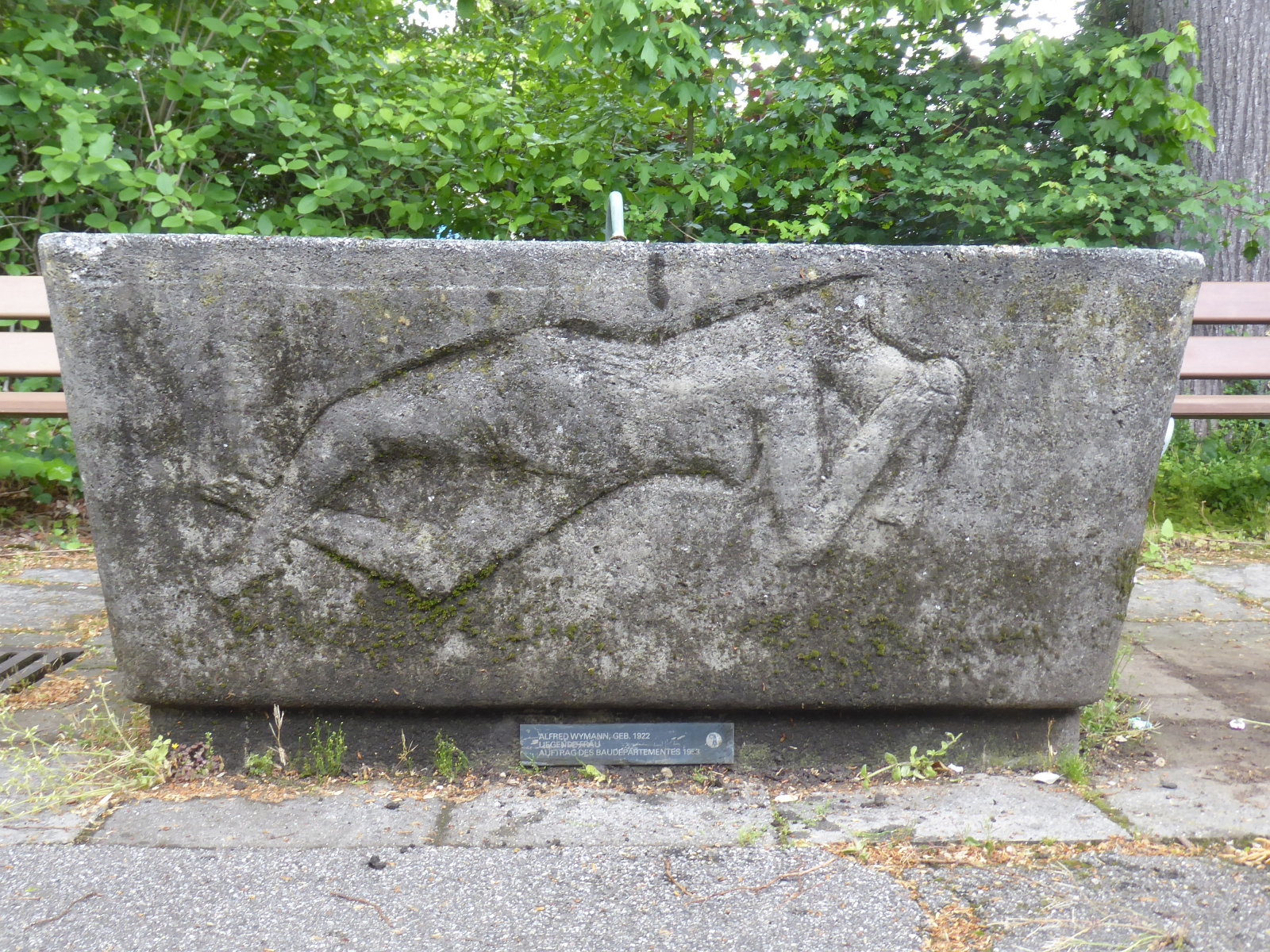
Brunnenrelief Liegende. 1952. Friedhof am Hörnli, Riehen.
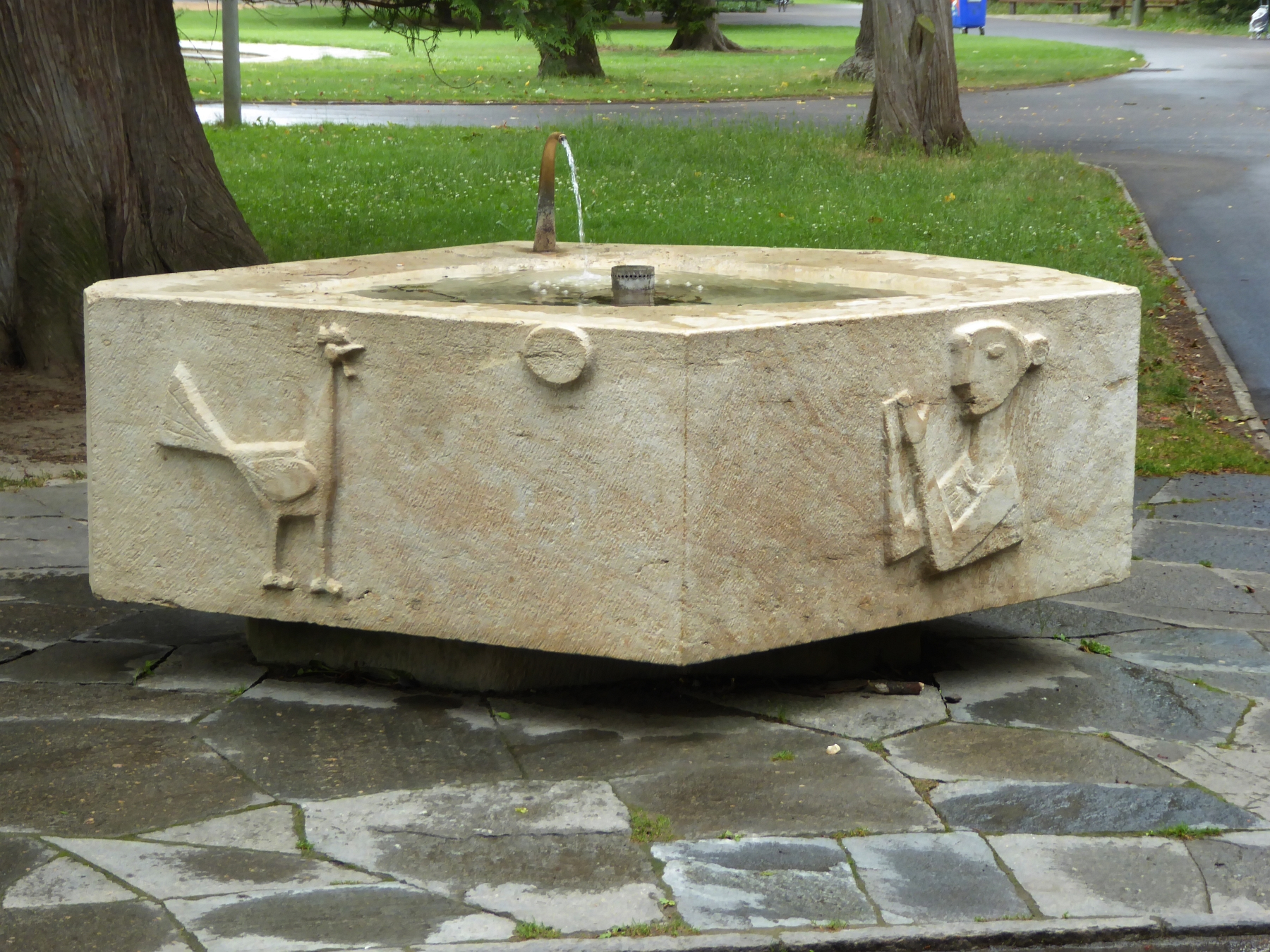
Brunnenrelief 1957. Schützenmattpark, Basel-Stadt
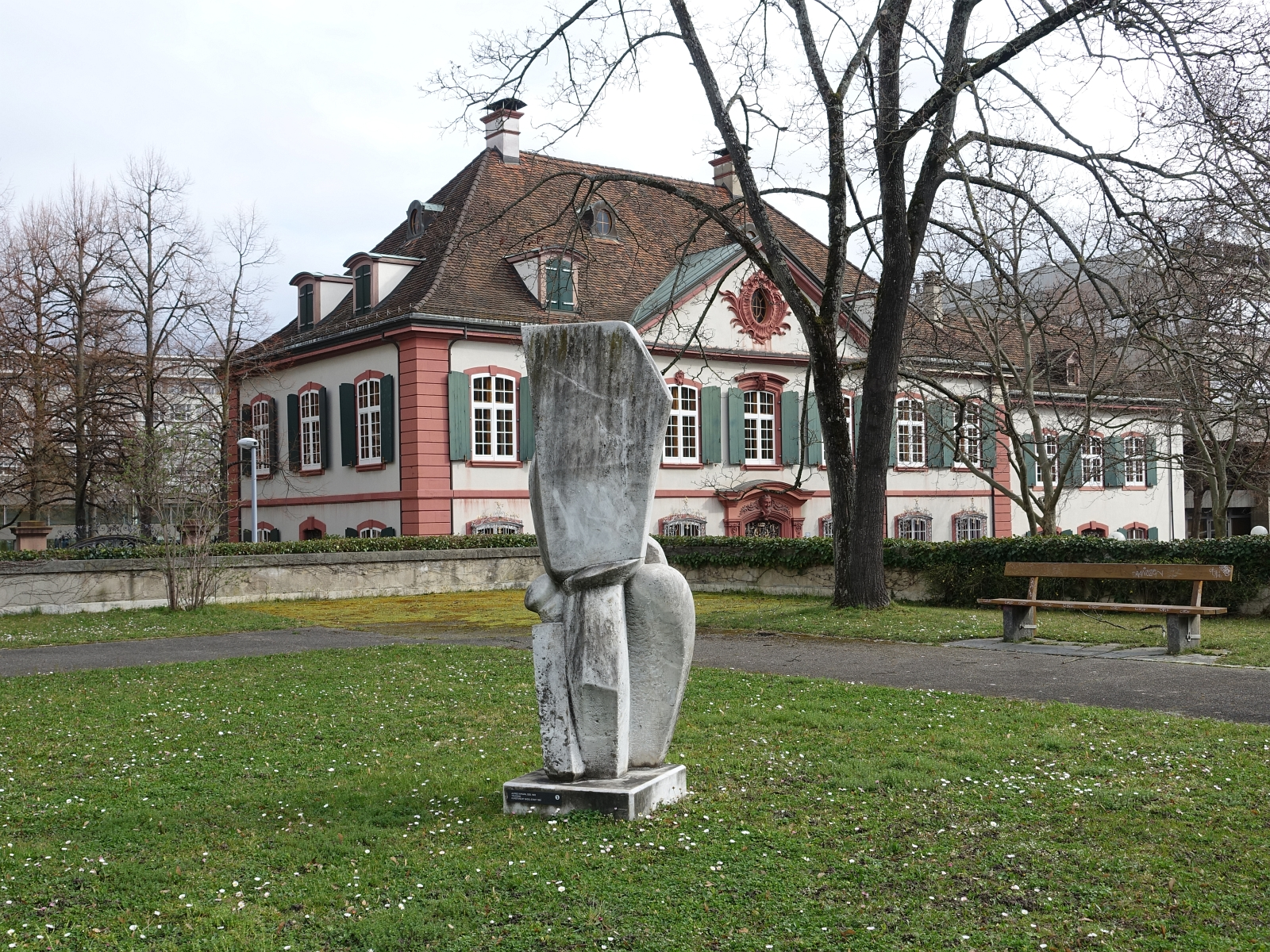
Skulptur Trucking. 1961. Basel-Stadt. Im Hintergrund der Holsteinerhof.
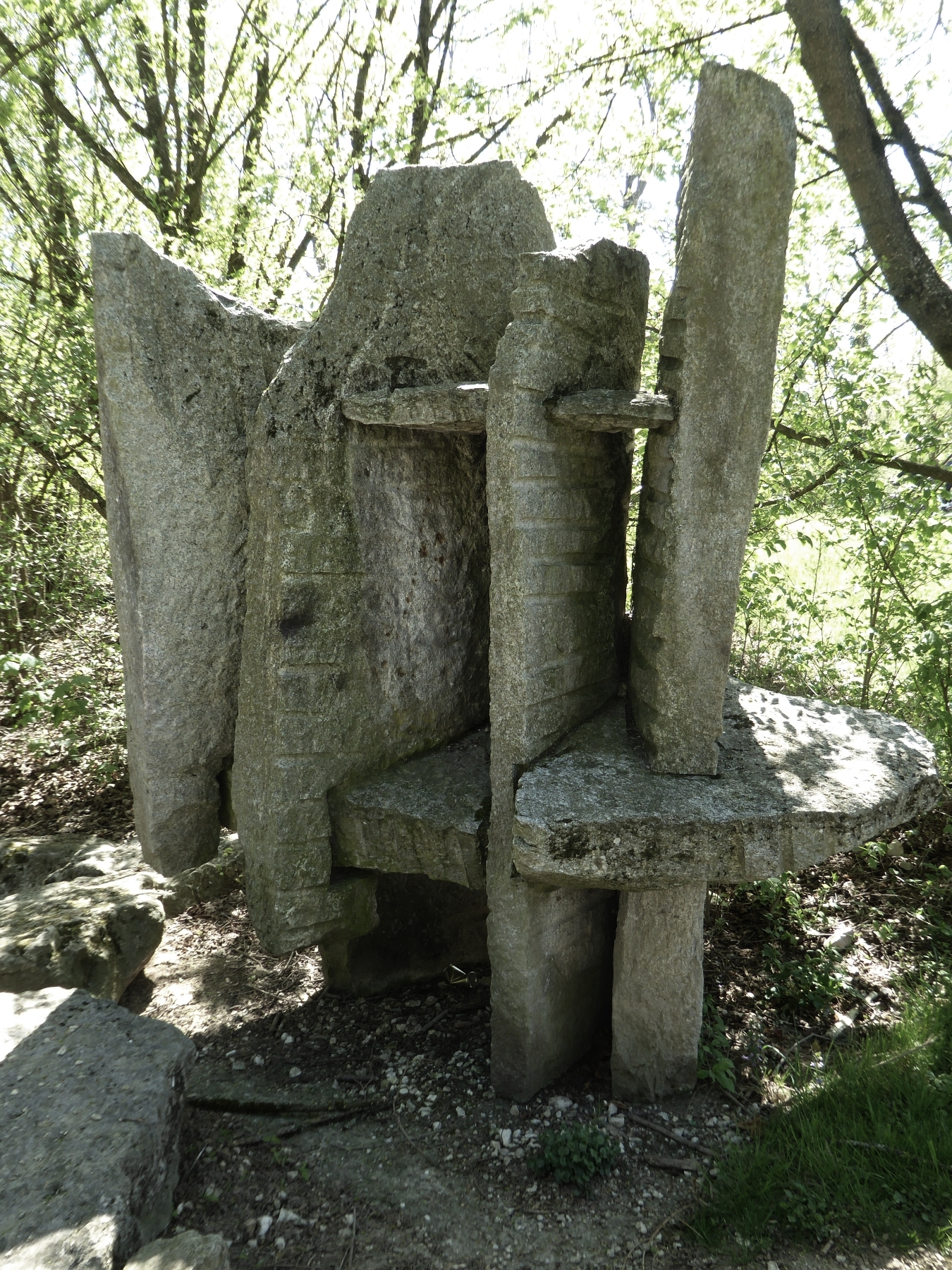
Granit-Plastik, 1965. Känelmattschulhaus in Therwil